# Бренда Гелсер
Бренда Гелсер (англ. Brenda Helser, 26 травня 1926 — 26 березня 2001) — американська плавчиня.
Олімпійська чемпіонка 1948 року.